# Biserica de lemn din Mângureni

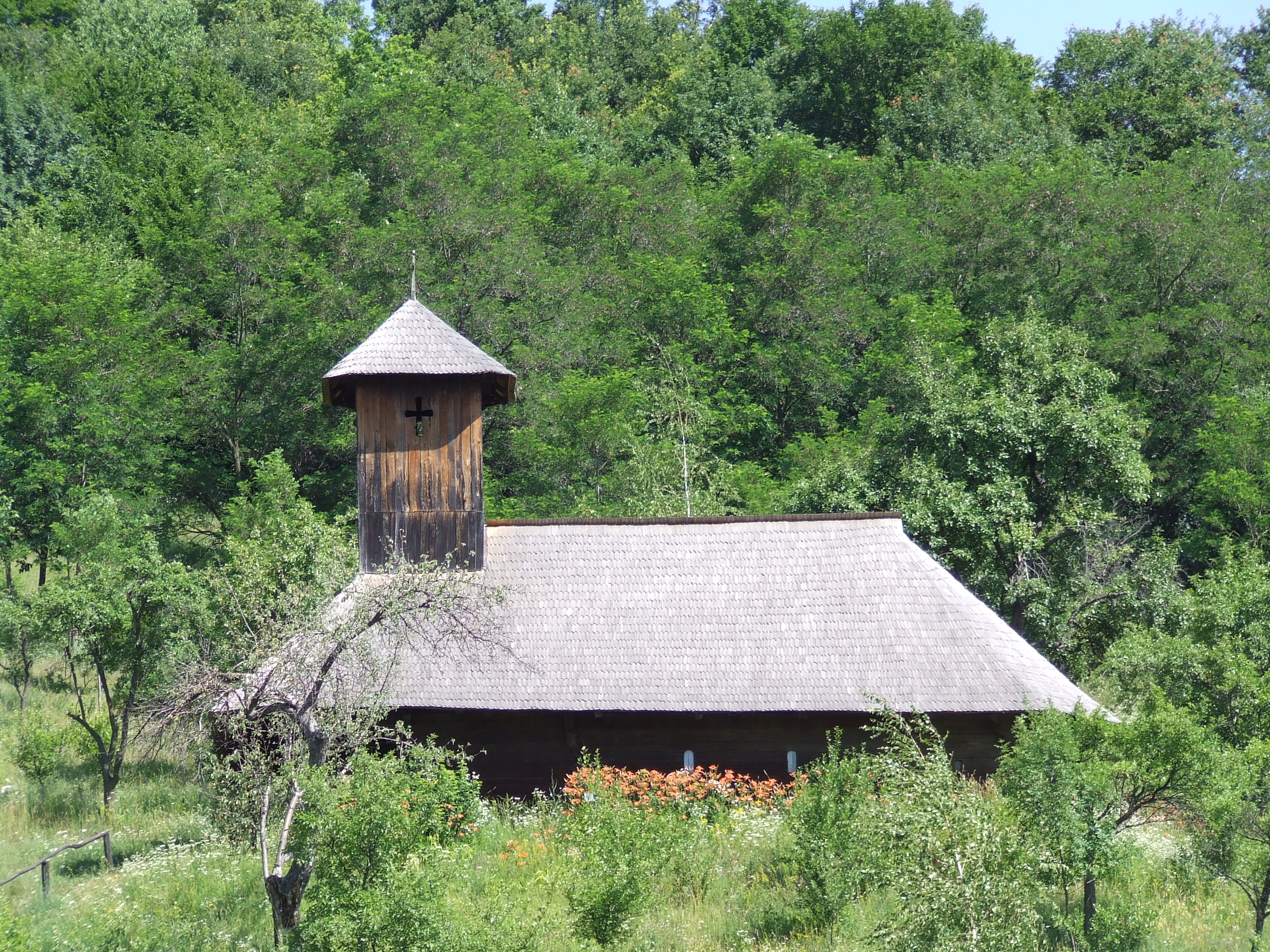
Biserica de lemn din Mângureni. Azi mutată la muzeul Satului Vâlcean din Bujoreni. Foto: 2009

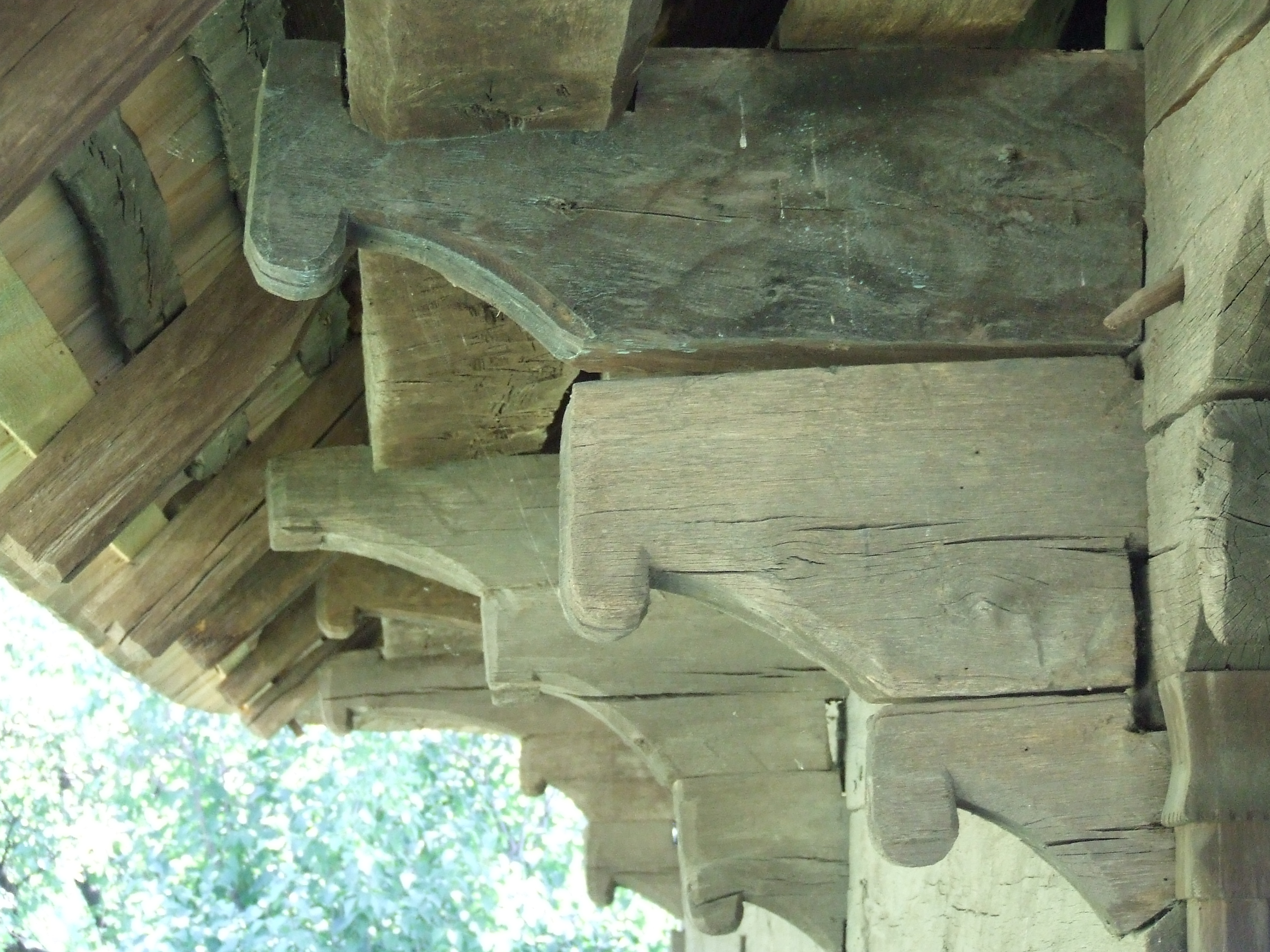
Console la biserica de lemn din Mângureni. Foto: 2009

Biserica de lemn din Mângureni din localitatea omonimă în județul Vâlcea a fost transferată și salvată în Muzeul Satului Vâlcean de la Bujoreni. Construcția are hramul „Adormirea Maicii Domnului” și datează din 1888. Biserica se află pe noua listă a monumentelor istorice din județul Vâlcea sub codul LMI:  VL-II-m-B-09818.